# Pycnarmon cyanoxantha
Pycnarmon cyanoxantha là một loài bướm đêm trong họ Crambidae.